# Brendan Smith
Brendan Smith (Mimico, Ontario, 8 de febrero de 1989) es un jugador profesional canadiense de hockey sobre hielo que se desempeña en la posición de defensor izquierdo en New Jersey Devils, equipo de la National Hockey League (NHL).

## Carrera
Fue seleccionado en la primera ronda en la NHL Entry Draft de 2007. En 2011 hizo su debut profesional con el equipo Detroit Red Wings, en el cual jugó seis temporadas (2011-2016), después pasó a New York Rangers (2016-2021), luego a Carolina Hurricanes (2021-2022), posteriormente a New Jersey Devils, donde lleva jugando dos temporadas.